# Ukrainare i Tyskland

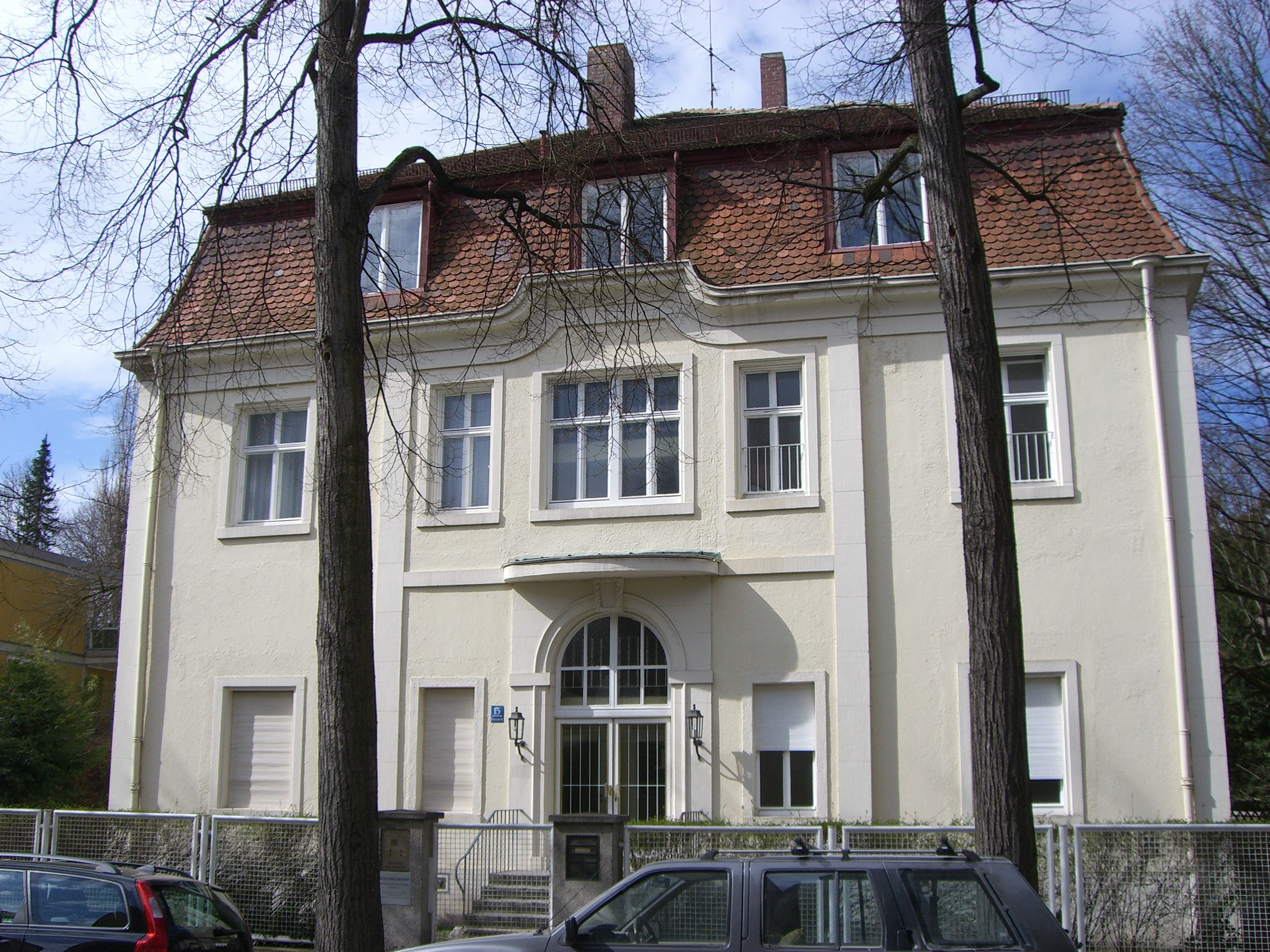
Ukrainska fria universitetet (Ukrainische Freie Universität) i München.

Till ukrainare i Tyskland (tyska: Ukrainer in Deutschland; ukrainska: Українці Німеччини) räknas personer som är folkbokförda i Tyskland,  och som har sitt geografiska ursprung i det som i dag utgör Ukraina. Det fanns 155 310 ukrainare i Tyskland 2021.
I samband med Rysslands invasion av Ukraina 2022 ökade antalet ukrainska krigsflyktingar kraftigt, och Tyskland blev ett av de största mottagarländerna i Europa. Den 4 maj hade 402 651 flyktingar kommit till Tyskland.